# Neorites
Neorites es un género monotípico de arbusto perteneciente a la familia de las proteáceas. Su única especie, Neorites kevediana, es un endemismo de  Queensland en Australia.

## Taxonomía
Neorites kevediana fue descrita por Lindsay Stewart Smith y publicado en Contributions from the Queensland Herbarium 6: 15–16. 1969.